# 對立教宗額我略六世
在教宗思齊四世於1012年去世後，圖斯科洛家族的本篤八世當選為下一任教宗。但是有一些圖斯科洛家族的反對者不承認本篤八世，將額我略六世（義大利文：Antipapa Gregorio VI）立為對立教宗。
1012年底，額我略六世前往德國，試圖獲得德意志國王亨利二世的支持。然而，亨利二世選擇承認本篤八世的正當性，作為交換，本篤八世在1014年將亨利二世加冕為神聖羅馬皇帝。